# تنبؤ رجعي
التنبؤ الرجعي أو التنبؤ العكسي (بالإنجليزية: Backcasting)، هي منهجية تخطيط حيث يتم تعريف مستقبل مرغوب فيه باستخدام المبادئ الأساسية أي الشروط التي يجب توافرها في النظام، أو السيناريوهات أي صور مبسطة للمستقبل. ثم يتم إجراء تقييم للوضع الحالي ويتم تحديد الإجراءات الاستراتيجية، وتحديد أولوياتها وفقاً لقدرتها على المساهمة في تحقيق النتيجة المرجوة وتنفيذها ومراجعتها. وقد صاغ التعريف جون روبنسون في جامعة واترلو في 1990.
يكون التنبؤ الرجعي مفيداً بشكل خاص في ظروف غير مؤكدة، عندما تكون هناك حاجة إلى تغيير منهجي كبير، أو عندما تكون المشاكل معقدة، عندما تكون المشكلة هي في المقام الأول مسألة معاملات خارجية، وعندما يكون النطاق واسع بما فيه الكفاية، ويسمح الإطار الزمني بتحضير خيار مدروس، وعندما تكون نظم مهيمنة جزء من المشكلة.